# Elachista leucastra
Elachista leucastra är en fjärilsart som beskrevs av Edward Meyrick 1906. Elachista leucastra ingår i släktet Elachista och familjen gräsmalar, Elachistidae. Inga underarter finns listade i Catalogue of Life.